# Hemne
Hemne là một đô thị hạt Trøndelag, Na Uy. Nó là một phần của khu vực Fosen. Trung tâm hành chính của đô thị này là làng Kyrksæterøra. Các làng khác bao gồm Heim, Hellandsjøen, Holla, và Vinjeøra. Đường cao tốc E39 chạy qua phần phía nam của Hemne.
Hemne được thành lập như khu đô thị ngày 1 tháng 1 năm 1838 (xem formannskapsdistrikt). Ngày 1 tháng 1, năm 1911, khu vực Heim đã được tách ra từ Hemne để hình thành một đô thị của riêng nó. Việc chia tách này khiến dân số Hemne còn lại 3.425 người. Ngày 1 tháng 7 năm 1924, Snillfjord và Vinje đã được tách ra từ Hemne để hình thành đô thị riêng biệt. Sau khi chia, Hemne đã có 2.030 cư dân. Sau đó, vào ngày 1 tháng 1 năm 1964, Vinje (dân số: 576) và các bộ phận của Heim phía tây của Hemnfjorden (dân số: 711), đã được sáp nhập trở lại vào Hemne [2] Ngày 1 tháng 1 năm 2008, trang trại Fossdalen (dân số: 4). Lần chuyển từ Rindal (ở nhiều hạt og Romsdal) để Hemne (trong hạt Trøndelag).